# Pol Tarrés Martrat
Pol Tarrés Martrat (Barcelona, 10 de noviembre de 1993) es un deportista español que compite en ciclismo en la modalidad de trials. Ganó una medalla de bronce en el Campeonato Europeo de Ciclismo de Montaña de 2018, en la prueba de 26″.

## Palmarés internacional
| Campeonato Europeo | Campeonato Europeo | Campeonato Europeo | Campeonato Europeo |
| Año                | Lugar              | Medalla            | Competición        |
| ------------------ | ------------------ | ------------------ | ------------------ |
| 2018               | Moudon (Suiza)     | Medalla de bronce  | Trials 26″         |